# Thanin Kraivichien

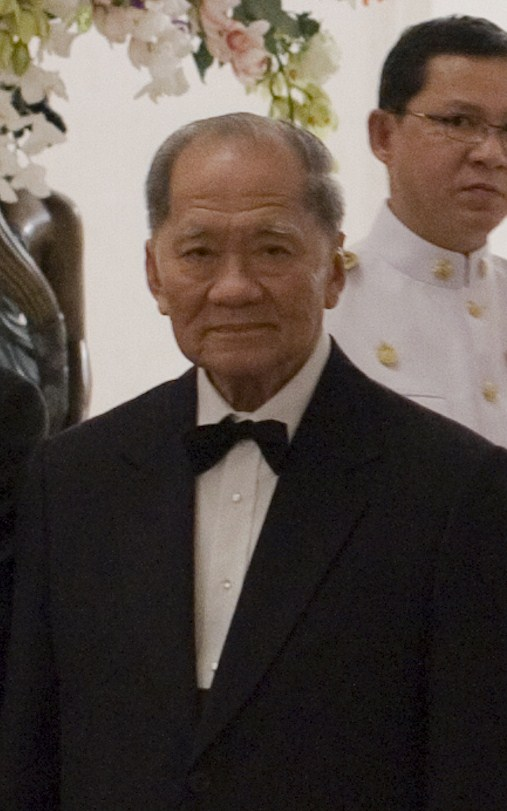
Thanin Kraivichien (2011)

Thanin Kraivichien (auch Tanin Kraivixien; Thai: ธานินทร์ กรัยวิเชียร, RTGS: Thanin Kraiwichian, ausgesprochen [tʰaː.nin krai.wí.t͡ɕʰian]; * 5. April 1927 in Bangkok; † 23. Februar 2025) war ein thailändischer Jurist und Politiker. Er war zwischen 1976 und 1977 Premierminister von Thailand. Anschließend gehörte er bis 2016 dem Kronrat an.

## Leben

### Familie und Ausbildung
Thanin Kraivichien wurde als Sohn von Hae und Pa-ob Kraivichien geboren. Sein Vater war ein aus China eingewanderter Händler und Besitzer eines der größten Leihhäuser im Raum Bangkok.
Thanin erhielt seine Ausbildung zunächst an der Suan-Kulab-Wittayalai-Schule und studierte dann an der Thammasat-Universität in Bangkok Rechtswissenschaften. 1948 machte er dort seinen Abschluss, ging jedoch zu weiteren Studien an die Universität London, wo er 1953 einen weiteren Abschluss machte. Er erhielt seine Zulassung als Barrister von der traditionsreichen Anwaltskammer Gray’s Inn. Er lernte die in England aufgewachsene Dänin Karen Anderson kennen und heiratete sie. Die beiden haben fünf Kinder.

### Karriere im Staatsdienst
Nach seiner Rückkehr nach Thailand 1954 arbeitete Thanin im Justizministerium als beisitzender Richter und stieg zügig auf. Schließlich wurde er Vorsitzender Richter am Obersten Gerichtshof des Landes. Während dieser Zeit lehrte er auch an der Thammasat-Universität, an der Chulalongkorn-Universität und an der Rechtsanwaltskammer in Bangkok. Nebenberuflich verfasste er Bücher, die vor den Gefahren des Kommunismus warnten.
Nach dem Aufstand gegen die Militärdiktatur im Oktober 1973 gehörte Thanin der vom König ernannten Legislativversammlung an. Er wurde Mitglied in der extrem rechten und antikommunistischen Nawaphon-Bewegung. Er hatte eine Fernsehsendung, in der er den Kommunismus, die Studentenbewegung und progressive Politiker angriff.

### Amtszeit als Ministerpräsident

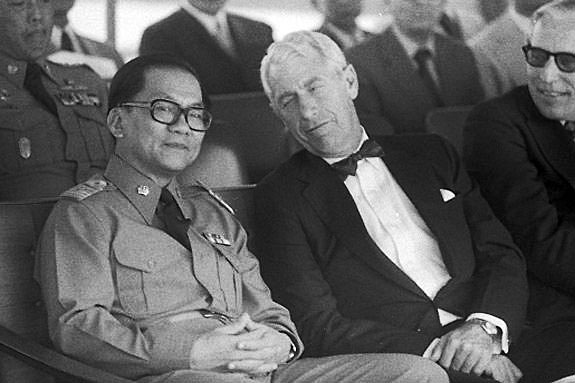
Thanin mit dem US-Botschafter Charles Whitehouse (ca. 1976)

Nach dem Massaker an der Thammasat-Universität am 6. Oktober 1976 übergab der demokratische Ministerpräsident Seni Pramoj die Macht an eine Militärjunta unter der Führung von Admiral Sangad Chaloryu. Am 8. Oktober 1976 ernannte König Bhumibol Adulyadej seinen Favoriten Thanin zum Premierminister. Thanin bestand darauf, sein Kabinett selbst auszuwählen und verwarf die meisten Vorschläge der Militärjunta. Das Militär besetzte lediglich den Posten des Vize-Ministerpräsidenten und des stellvertretenden Verteidigungsministers. Thanin galt als ehrlich und intelligent, andererseits als ausgesprochen ideologisch und politisch extrem. Nach seinem Amtsantritt sandte er Spezialkräfte der Polizei zu Buchläden mit liberaler Literatur und ließ 45.000 Bücher beschlagnahmen und verbrennen, darunter Werke von Thomas Morus, George Orwell und Maxim Gorki.
Thanin sorgte unter anderem für den Bau von 20 Krankenhäusern in ländlichen Entwicklungsgebieten des Landes. Vor dem Hintergrund der Entwicklungen in den Nachbarländern und einem Zulauf linker Gruppen im Inland war seine Regierung aber vor allem für ihre Bekämpfung aller linksgerichteten Bestrebungen im Lande bekannt. Er kündigte an, dass das Land erst nach 12 Jahren wieder zu einer demokratischen Verfassung zurückkehren könnte.
Das Parlament wurde aufgelöst und alle politischen Parteien verboten. Thanins repressives Vorgehen gegen Gewerkschaften, progressive Studenten- und Bauernverbände trieb deren Aktivisten in die Untergrundstrukturen der Kommunistischen Partei Thailands. Anstatt die Kommunisten zu schwächen, befeuerte es den bewaffneten Kampf.
Im März 1977 versuchte eine Gruppe jüngerer, politisch interessierter Offiziere, die sich „Jungtürken“ nannte, Thanin zu stürzen. Der Putschversuch scheiterte jedoch. Am 20. Oktober 1977 riss Admiral Sangad Chaloryu erneut die Macht an sich und Kraivichien musste zurücktreten. Die Militärführung rechtfertigte das damit, dass die Regierung Thanins das Land gespalten und keine öffentliche Unterstützung gehabt hätte, die wirtschaftliche Lage sich verschlechtert hätte und die Bevölkerung mit der langfristigen Aussetzung der Demokratie nicht einverstanden wäre.

### Kronrat
König Bhumibol berief Thanin anschließend in seinen Kronrat. Während der Thronvakanz nach dem Tod Bhumibols am 13. Oktober 2016, als der bisherige Kronratspräsident Prem Tinsulanonda als Regent interimistisches Staatsoberhaupt war, übernahm vorübergehend Thanin die Präsidentschaft des Kronrats. Nach der Amtseinführung des neuen Königs Maha Vajiralongkorn am 1. Dezember desselben Jahres wurde Prem wieder Präsident des Kronrats. In Vajiralongkorns neuem Kronrat wurde Thanin nicht mehr berücksichtigt.